# Deretiodes swezeyi
Deretiodes swezeyi är en skalbaggsart som beskrevs av Marshall 1931. Deretiodes swezeyi ingår i släktet Deretiodes, och familjen vivlar.
Artens utbredningsområde är Samoa. Inga underarter finns listade i Catalogue of Life.